# Mesoxantha albeola
Mesoxantha albeola är en fjärilsart som beskrevs av Rothschild 1918. Mesoxantha albeola ingår i släktet Mesoxantha och familjen praktfjärilar. Inga underarter finns listade i Catalogue of Life.